# CWA World Tag Team Championship
Il CWA World Tag Team Championship è stato il titolo della divisione tag team della federazione di wrestling Continental Wrestling Association.

## Storia
Il titolo è esistito dal 1980 al 1983.

## Albo d'oro
| Lottatori                                                | Regni | Data              | Luogo     | Note                                                                |
| -------------------------------------------------------- | ----- | ----------------- | --------- | ------------------------------------------------------------------- |
| Jerry Jarrett e Tojo Yamamoto                            | 1     | 28 luglio 1980    | Memphis   | Sconfissero Austin Idol e Dutch Mantel nella finale di un torneo.   |
| Austin Idol & Dutch Mantel                               | 1     | 4 agosto 1980     | Memphis   |                                                                     |
| Bill Dundee e Tommy Rich                                 | 1     | 12 marzo 1981     | Lexington |                                                                     |
| The Rock 'n' Roll Express (Robert Gibson e Ricky Morton) | 1     | 1981              |           |                                                                     |
| Vacante                                                  |       | 1981              |           |                                                                     |
| The Assassins (Don Bass e Roger Smith)                   | 1     | 18 luglio 1983    | Memphis   | Riconosciuti subito come campioni al loro arrivo nella federazione. |
| Austin Idol (2) e Jerry Lawler                           | 1     | 8 agosto 1983     | Memphis   |                                                                     |
| The Assassins                                            | 2     | 15 agosto 1983    | Memphis   |                                                                     |
| The Fabulous Ones (Steve Keirn e Stan Lane)              | 1     | 27 settembre 1983 | Memphis   |                                                                     |
| The Assassins                                            | 3     | 24 ottobre 1983   | Memphis   |                                                                     |
| Ken Raper e Robert Reed                                  | 1     | 29 ottobre 1983   | Memphis   |                                                                     |
| The Assassins                                            | 4     | 31 ottobre 1983   | Memphis   |                                                                     |
| The Fabulous Ones                                        | 2     | 7 novembre 1983   | Memphis   |                                                                     |
| The Midnight Express (Norvell Austin e Dennis Condrey)   | 1     | 14 novembre 1983  | Memphis   |                                                                     |
| Austin Idol (3) e Dutch Mantel (2)                       | 2     | 21 novembre 1983  | Memphis   |                                                                     |
| Vacante                                                  |       | 28 novembre 1983  |           | Titolo vacante quando Idol e Mantel si divisero.                    |
| Nel novembre 1983 fu abbandonato.                        |       |                   |           |                                                                     |